# ハナフィー学派

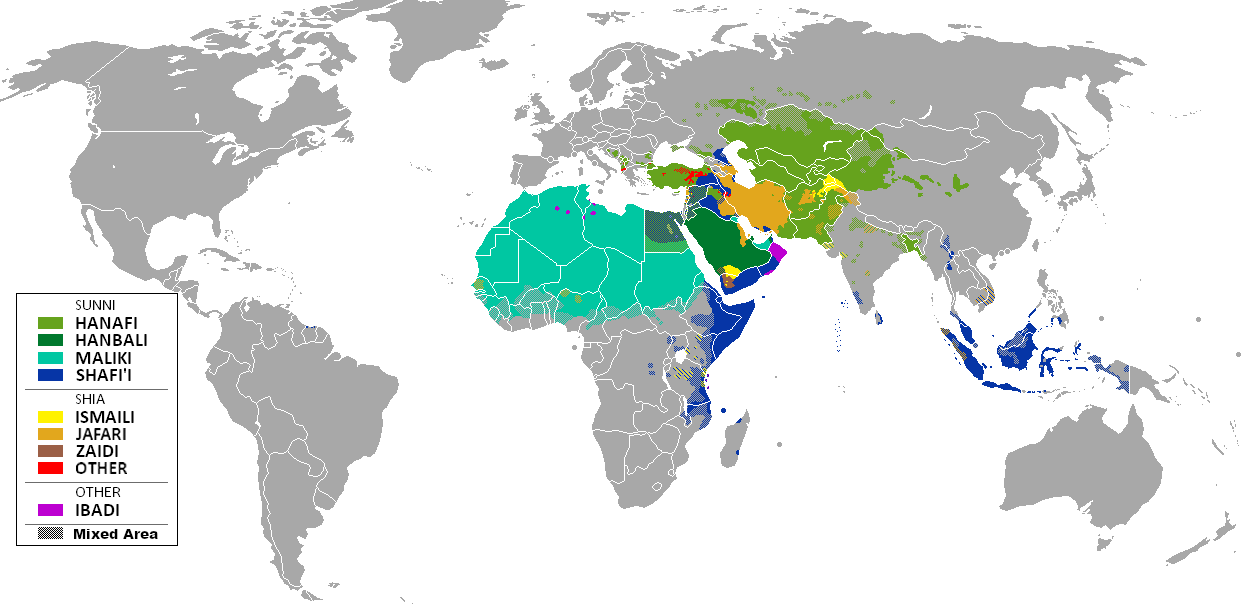
ハナフィー学派の有力な地域

ハナフィー学派（ハナフィーがくは）は、イスラーム教スンナ派のイスラーム法学における学派（マズハブ）である。四大法学派のひとつであり、ハナフィー法学派、ハナフィー派とも表記される。一般に、イスラーム法学の諸学派の中でもっとも寛容で近代的な学派であると見なされており、地中海の東部沿岸地域と北アフリカを中心に、中央アジア、パキスタン、インド、中国でも有力な学派である。現在全ムスリムのおよそ30パーセントが本学派に属す。

## 特色
ハナフィー派は他のスンナ派法学派と同じく、クルアーンをもっとも重要な法源とし、スンナをそれに次ぐものとする。しかし他の学派に対するハナフィー派の特徴としては、法解釈においてキヤース（類推）の意義を重視することがあげられる。またキヤースの援用による法的帰結が認容しがたいものであった場合、裁判官がラーイ (イスラーム法学)（個人的意見）に基づく判断を下すこと（イスティフサーン）を認めている。ハナフィー派はヒヤルを行うことにも寛容である。そうした特徴を持つため、四大法学派のなかでもっとも柔軟な法解釈が可能であるとされる。

### 女性の権利について
ハナフィー派は比較的女性の権利を尊重する傾向にある。
たとえばハナフィー派では、成年女性が自己の意思によって婚姻契約をすることを認め、他者が女性の意思に反して彼女を結婚させることを認めない（他の学派、たとえばシャーフィイー派では女性の最近親者が女性の意思に関係なく女性を結婚させる権利を有する）。
一方離婚について、夫が妻の姦通を理由として離婚申し立てをした場合、夫が証人を出すことができず、またアッラーにかけて自分の発言の真実を誓う（リアーン）ことを拒んだ場合、リアーンを行うか嘘をついたことを宣言するまで夫を監禁する必要があるとする。さらにリアーンが行われた場合も、なお裁判官による離婚許可を必要とする。また、後で夫が妻に対する非難を取り消して中傷罪による鞭打ち刑を受けた場合には再婚が認められる。
また裁判の際に女性の証人が求められる場合、他の法学派では複数の女性証人が必要とされる（具体的な人数は学派によって異なる）が、ハナフィー派は女性ひとりであっても証言を有効と認める。

### 相続について
ハナフィー派の見解によれば、被相続人の半血兄弟（異父兄弟・異母兄弟）は遺産の相続権を有するが、全血兄弟（同父母兄弟）は相続権を有しない（ムシャッラカ）。他の法学派はこのような見解を取らない。

### ワクフについて
ハナフィー派はワクフ（宗教的な寄進財産）が設定された場合、対象物に対する設定者の所有権は消滅し、アッラーに移転すると考えている。対象物から得られる収益（果実）はアッラーの有する被造物（人間など）のために用いられる。また設定者においては、ワクフに設定された物件をその設定の目的となる者もしくはワクフ物件の管理人にワクフを引渡す義務が発生とされる。

### 裁判官の権限と地位について
ハナフィー派では、ある事案について裁判官が紛争の経緯を正確に知っている場合、他に何も証拠がなくても裁判官自身の知見だけを根拠として判決を下すことが許される。また一般にスンナ派法学では判決の公正性を担保するためとして裁判官が商業に従事することを禁じているが、ハナフィー派だけはそれを認める。

### 刑罰について
ハナフィー派は刑罰・制裁の適用にあたって、やや寛容な傾向を持つ。たとえばシャリーアでは窃盗犯に対する刑罰として両手両足を相互に切断する行為が定められているが、ハナフィー派は右手と左手の切断を行うものの、再犯歴が三回以上を数える累犯犯罪者については手足の切断を行わず、投獄のみで相当と判断する。またイスラームからの背教は一般に死刑に相当するとされるが、ハナフィー派は背教者が女性の場合、死刑を行わず投獄のみとする。

### 啓典の民
東京大学総合研究博物館の野口淳は南アジアでのハナフィー派は仏教も啓典の民として扱っている、と主張している。マララ・ユスフザイは国連でのスピーチで仏陀を「預言者」の一人として扱っている。

## 歴史
ハナフィー派の創始者とされるのは、アブー・ハニーファ（767年没）であり、ハナフィー派という学派名も彼の名に由来する。ただしハナフィー派はアブー・ハニーファ一人によって確立したものではなく、彼の弟子にあたるアブー・ユースフと孫弟子にあたるシャイバーニーをも含めてハナフィー派の三大学祖とされている。
ハナフィー派の源流は、イスラーム初期のクーファにおける法学派に求められるが、これらの学祖たちによってクーファ法学の伝統にバスラ学派の要素が合わせられてハナフィー派法学が形成された。アブー・ユースフがアッバース朝第5代カリフのハールーン・アッ＝ラシードによって大カーディーに任命されて以来、ハナフィー派はアッバース朝歴代カリフの保護を受け、アグラブ朝やセルジューク朝、さらにはムガル帝国でも採用・重視された。
オスマン帝国も建国当初からハナフィー派を保護し、歴代のスルタンもこの派に属した。またオスマン帝国中央から派遣される官吏や法官もみなハナフィー派の者たちであった。そのため、かつてオスマン帝国の影響下にあった地域では現在も有力な法学派となっている。

## 主要な法学者と法学書

### 法学者
- アブー・ハニーファ
- アブー・ユースフ
- シャイバーニー

### 法学書
- アブー・ユースフ『ハラージの書』
- シャイバーニー『基本の書』、『大シヤル』、『小シヤル』
- アル＝マルギーナーニ『アル＝ヒダーヤ』
- アル＝サラフスィー『アル＝マブスート』